# Dirphia orientalis
Dirphia orientalis är en fjärilsart som beskrevs av Lemaire 1976. Dirphia orientalis ingår i släktet Dirphia och familjen påfågelsspinnare. Inga underarter finns listade i Catalogue of Life.